# Verkhni Uttxan
Verkhni Uttxan (en rus: Верхний Утчан) és un poble d'Udmúrtia, a Rússia, el 2008 tenia 188 habitants. Pertany al raion d'Alnaixi.